# Christophe Gagliano
Pour les articles homonymes, voir Gagliano (homonymie).
Christophe Gagliano est un judoka français, né le 22 mai 1967, dans le 20e arrondissement de Paris.

## Biographie
| - Judoka : 1989 — 2001. - Entraîneur : depuis 2002. | - Club actuel : JC Maisons-Alfort - Club d'origine : JC Limeil Brévannes (94) |  |

Gagliano obtient son tout premier podium, en 1989, lors des Championnats de France, avec une 3e place dans la catégorie des moins de 65 kg.
En 1993, il devient champion d'Europe par équipes à Francfort (Allemagne) chez les – 71 kg. Il remporte son unique titre en Coupe du Monde à Bâle, en 1995.
En 1996, lors des Jeux olympiques de 1996 à Atlanta aux États-Unis, il remporte la médaille de bronze dans la catégorie des poids légers (– de 71 kg). L'année suivante, Gagliano s'empare de la médaille d'or aux Jeux méditerranéens de 1997 à Bari, et devient vice-champion du monde, à domicile, toujours dans la même catégorie.
En 2000, il s'incline une nouvelle fois, face au japonais Kenzo Nakamura, en finale du tournoi Grand Chelem de Moscou, dans la catégorie – 73 kg cette fois-ci. Il s'agit de sa troisième et dernière finale en Grand Chelem, après celles perdues à Paris, chez les – 71 kg (en 1994, contre le français Patrick Rosso puis, en 1996, contre K. Nakamura).
Il met un terme en 2001 à sa carrière sportive et occupe désormais un poste d'entraîneur.
2021: Il devient l'entraineur de l'équipe de France senior après avoir occupé plusieurs post comme celui de entraineur junior garçon et fille.
Pendant les Jeux olympiques de 2021 à Tokyo (Japon) l'équipe de France remporte la médaille d'or en équipe sous son aile. 
En tant qu'entraîneur national parajudo, il prépare l'équipe de France de parajudo pour les jeux olympiques prévus à Paris à l'été 2024. 

## Palmarès
Source : Judo Inside
champion de france
vice champion du monde 
médaillé olympique (3eme)

### Jeux olympiques
| Année | Compétition     | Lieu        | Résultat                            | Catégorie |
| ----- | --------------- | ----------- | ----------------------------------- | --------- |
| 1996  | Jeux Olympiques | Atlanta, GA | Médaille de bronze, Jeux olympiques | – 71 kg   |

### Championnats du Monde et d'Europe
| Année | Compétition           | Lieu       | Résultat                   | Catégorie |
| ----- | --------------------- | ---------- | -------------------------- | --------- |
| 1991  | Championnats d'Europe | Prague     | Médaille de bronze, Europe | – 71 kg   |
| 1995  | Championnats d'Europe | Birmingham | Médaille d'argent, Europe  | – 71 kg   |
| 1996  | Championnats d'Europe | La Haye    | Médaille de bronze, Europe | – 71 kg   |
| 1997  | Championnats d'Europe | Ostende    | Médaille de bronze, Europe | – 71 kg   |
| 1997  | Championnats du Monde | Paris      | Médaille d'argent, monde   | – 71 kg   |

| Année | Compétition                       | Lieu        | Résultat                   | Catégorie |
| ----- | --------------------------------- | ----------- | -------------------------- | --------- |
| 1991  | Championnats d'Europe par équipes | Bois-le-Duc | Médaille d'argent, Europe  | – 71 kg   |
| 1993  | Championnats d'Europe par équipes | Francfort   | Médaille d'or, Europe      | – 71 kg   |
| 1994  | Championnats d'Europe par équipes | La Haye     | Médaille de bronze, Europe | – 71 kg   |

### Championnats de France
Les épreuves se déroulent au stade Pierre-de-Coubertin (16e arrdt. de Paris).
| Année     | Compétition            | Résultat           | Catégorie |
| --------- | ---------------------- | ------------------ | --------- |
| 1989      | Championnats de France | Médaille de bronze | – 65 kg   |
| Jan. 1993 | Championnats de France | Médaille d'argent  | – 71 kg   |
| Déc. 1993 | Championnats de France | Médaille d'or      | – 71 kg   |
| 1995      | Championnats de France | Médaille de bronze | – 71 kg   |
| 1998      | Championnats de France | Médaille d'or      | – 73 kg   |
| 1999      | Championnats de France | Médaille d'argent  | – 73 kg   |
| 2001      | Championnats de France | Médaille de bronze | – 73 kg   |

### Autres
- 1997 :  Médaille d'or en – 71 kg aux Jeux Méditerranéens —  Bari.
- 1998 :  Médaille de bronze par équipes en Coupe du Monde —  Minsk.

## Grade
- Ceinture Blanche-rouge 6e dan (2004)[3].